# La Mélodie du monde
Pour plus de détails, voir Fiche technique et Distribution.

La Mélodie du monde (titre original : allemand : Melodie der Welt) est un film documentaire réalisé par Walter Ruttmann, sorti le 12 mars 1929.
Produit par Tobis Filmkunst, ce film expérimental de 40 min a vu sa durée portée à 48 min dans la version restaurée allemande. Le film tourné lors d'une expédition organisée par la Hapag à laquelle Walter Ruttmann n'a pas participé, a été monté, conçu et post-synchronisé à partir des pellicules. 
La Mélodie du monde fut tourné à l'automne 1928 en Europe (entre autres : Hambourg, Berlin, Venise, Rome, Londres), l'Arabie (actuelle Libye, Syrie et Arabie saoudite, Palestine) et l'Asie (Inde, Sumatra, Japon, Singapour, Madura (Indonésie), Zamboango (Philippines), Ceylan, Chine, îles de la Sonde, Birmanie, Taïwan).

## Synopsis
Le film n'a pas de dramaturgie au sens classique du terme. Les images se succèdent au rythme de la musique, selon des raccords inspirés par les images elles-mêmes ainsi que par les thématiques qu'elles recoupent.
Le film commence par le réveil d'un marin qui s'embarque sur le bateau de la Hapag le Resolute. S'ensuit une représentation des us et coutumes, des mondes du travail, des religions, des particularités locales, des habitudes alimentaires, des traditions musicales, mais aussi des peurs notamment avec la représentation de la guerre chez tous les habitants des régions visitées. Il est ainsi montré les liens et les différences entre les cultures.

## Fiche technique
- Réalisateur : Walter Ruttmann
- Scénariste : Walter Ruttmann
- Musique : Wolfgang Zeller
- Caméra : Reimar Kuntze, Paul Holzki (en), Wilhelm Lehne, Rudolph Rathmann
- Montage : Walter Ruttmann, Erna Hölzel

## Distribution
- Ivan Koval-Samborsky le marin
- Renée Stobrawa la femme du marin
- Grace Chiang une Japonaise
- Ivor Montagu
- Heinrich Mutzenbecher
- George Bernard Shaw

Ce remarquable travail de montage, disponible en DVD, semble avoir inspiré Godfrey Reggio.